# Steve Darcis
Steve Darcis (n. 13 de marzo de 1984 en Lieja, Bélgica) es un exjugador profesional de tenis belga. Alcanzó su mejor posición en el ranking ATP al alcanzar el puesto n.º 38 en 2017.
En el Torneo de Amersfoort de 2007, en su tercera participación en un torneo de ATP, ganó su primer partido de ATP y luego culminó ganando el torneo, luego de haber superado la clasificación. En ese momento estaba en el puesto nº297 de la clasificación de individuales, lo que lo hace el jugador peor situado en ganar un torneo después de Lleyton Hewitt, que ganó en Adelaida 1999 siendo el nº550 del mundo.
El 24 de junio de 2013 consiguió una victoria histórica, al eliminar en primera ronda del torneo de Wimbledon a Rafael Nadal en 3 sets (7-6, 7-6, 6-4), igualando así su mejor logro en dicho torneo.

## Títulos (2; 2+0)

### Individuales (2)
| Leyenda                |
| Grand Slam (0)         |
| Tennis Masters Cup (0) |
| ATP Masters Series (0) |
| ATP Tour (2)           |

| N.º | Fecha                 | Torneo     | Superficie    | Oponente en la final | Resultado  |
| --- | --------------------- | ---------- | ------------- | -------------------- | ---------- |
| 1.  | 16 de julio de 2007   | Amersfoort | Tierra batida | Werner Eschauer      | 6-1 7-6(1) |
| 2.  | 25 de febrero de 2008 | Memphis    | Dura (i)      | Robin Söderling      | 6-3 7-6(5) |

### Finalista en individuales (1)
| N.º | Fecha               | Torneo     | Superficie    | Oponente en la final | Resultado   |
| --- | ------------------- | ---------- | ------------- | -------------------- | ----------- |
| 1.  | 20 de julio de 2008 | Amersfoort | Tierra batida | Albert Montañes      | 6-1 5-7 3-6 |

### Clasificación en torneos del Grand Slam
| Torneo               | 2007 | 2008 | 2009 | 2010 | 2011 | 2012 | 2013 | 2014 | 2015 | 2016 | 2017 | 2018 | 2019 | 2020 | Acumulado |
| -------------------- | ---- | ---- | ---- | ---- | ---- | ---- | ---- | ---- | ---- | ---- | ---- | ---- | ---- | ---- | --------- |
| Abierto de Australia | -    | 1R   | 1R   | -    | A    | 1R   | 1R   | A    | Q3   | 1R   | 3R   | A    | 1R   | Q1   | 0         |
| Roland Garros        | -    | 1R   | 1R   | 2R   | 3R   | 1R   | 1R   | A    | 1R   | 2R   | 1R   | A    | Q3   | A    | 0         |
| Wimbledon            | -    | 1R   | 2R   | -    | Q2   | 1R   | 2R   | A    | 1R   | A    | 2R   | A    | 2R   | ND   | 0         |
| US Open              | 1R   | 2R   | 1R   | -    | 2R   | 2R   | A    | 1R   | 2R   | 2R   | 1R   | A    | 1R   | A    | 0         |

### Challengers (4)
| N.º | Fecha                   | Torneo       | Superficie    | Oponente en la final    | Resultado   |
| --- | ----------------------- | ------------ | ------------- | ----------------------- | ----------- |
| 1.  | 12 de noviembre de 2007 | Helsinki     | Dura          | Tobias Kamke            | 6-3 1-6 6-4 |
| 2.  | 26 de julio de 2010     | Cordenons    | Tierra batida | Daniel Muñoz de la Nava | 6-2 6-4     |
| 3.  | 4 de julio de 2011      | Scheveningen | Tierra batida | Marsel Ilhan            | 6-3 4-6 6-2 |
| 4.  | 7 de agosto de 2011     | Trani        | Tierra batida | Leonardo Mayer          | 4-6 6-3 6-2 |